# 2985 Шекспир
2985 Шекспир (2985 Shakespeare) је астероид главног астероидног појаса са средњом удаљеношћу од Сунца која износи 2,848 астрономских јединица (АЈ).
Апсолутна магнитуда астероида је 12,1.